# Abner Doubleday
Abner Doubleday (26 de junio de 1819 - 26 de enero de 1893) fue un militar estadounidense y general del ejército de la Unión durante la Guerra de Secesión. Fue quien hizo el primer disparo en defensa del Fuerte Sumter, la batalla inicial de la guerra civil, y desempeñó un rol fundamental en los primeros momentos de la Batalla de Gettysburg. Gettysburg fue su mejor momento, pero su posterior relevo por el Mayor General George G. Meade, provocó una profunda enemistad entre los dos oficiales.
Luego de la guerra, obtuvo la patente sobre el sistema de tranvías tirados por cable de la ciudad de San Francisco y que aún se encuentra operativo. 
En sus últimos años, en Nueva Jersey, fue un miembro prominente y posterior presidente de la Sociedad Teosófica. 
Su mayor fama, sin embargo, se debe a que algunas fuentes le dan crédito por ser el inventor del juego del béisbol, aunque él jamás hizo esta reclamación. No existe una sola evidencia de que Doubleday hubiera inventado, practicado y ni siquiera conocido el béisbol. 